# پریتی بوی فلوید
«پریتی بوی فلوید» (انگلیسی: Pretty Boy Floyd (film)) یک فیلم به کارگردانی هربرت جی. لدر است که در سال ۱۹۶۰ منتشر شد. از بازیگران آن می‌توان به جان اریکسن و بری نیومن اشاره کرد.